# 教役者
教役者（きょうえきしゃ、英語: Minister）とは、キリスト教の諸教派、すなわち正教会・カトリック教会・聖公会・プロテスタント諸派において、一定の範囲の役割を指し示す用語。教派によって内容が異なる。教職者（きょうしょくしゃ）とも言う。「聖職位」とは語義・内容が異なる場合が多い（後述）。

## 各教派における教役者
- 正教会 - 神品（主教・司祭・輔祭）を含む教衆（伝教師を含む）[2]
- カトリック教会 - 司教・司祭・助祭[3]
- 聖公会 - 主教・司祭・執事・伝道師・教育課程を終えた聖職候補生[4]
- プロテスタント諸派 - 牧師・伝道師等

## 「聖職者」と「教役者」の教派ごとの概念の違い
正教会・カトリック教会・聖公会には聖職位との呼称もある。教役者と同様の語義をもつ教派もあれば、そうでない教派もある。他方、プロテスタントには万人祭司の教理から聖職者という呼称・役割は存在しない。
- 「聖職者」が「教役者」と異なる語義をもつ教派
  - 正教会では、主教・司祭・輔祭が神品（聖職者）でありかつ教衆（教役者）とされる。教衆・伝教師等は教役者には含まれるが聖職者には含まれない[5]。
  - 聖公会では、主教・司祭・執事が聖職者でありかつ教役者とされる[6]。伝道師等は教役者には含まれるが聖職者には含まれない。

- 「聖職者」が「教役者」と同様の語義をもつ教派
  - カトリック教会では、聖職者は司教・司祭・助祭であるとされ[7]、教役者とほぼ同義となっている。

## 妻帯・結婚の可否

### 教役者の妻帯可否についての対照表
| 職名                              | 正教会                                                                                  | カトリック教会                | 聖公会                                   | プロテスタント                                                |
| 主教・司教・監督 （英語: bishop） | 妻帯不可 （主教）                                                                       | 妻帯不可 （司教）             | 妻帯可 （主教）                          | 妻帯可 （監督または教区長、ブロック長）                       |
| 司祭 （英語: priest）             | 妻帯可 （結婚は司祭の一つ手前の職位：輔祭に叙聖される前のみ可、司祭叙聖後の結婚は不可） | 妻帯不可                      | 妻帯可 （司祭となった後でも結婚可）      | （ごく稀な例外を除きこの職位は存在せず）                      |
| 牧師 （英語: pastor）             | （この職位は存在せず）                                                                  | （この職位は存在せず）        | 各教会の牧会責任者たる司祭・主教の役職名 | 妻帯可                                                        |
| 輔祭・助祭・執事 （英語: deacon） | 妻帯可 （輔祭に叙聖される前のみ可、輔祭叙聖後の結婚は不可）                             | 妻帯不可 （終身助祭は妻帯可） | 妻帯可                                   | 妻帯可 （プロテスタントの執事は信徒職であり、教職位ではない） |

### 司祭の妻帯可否についての詳細な対照表
| -                                                                 | 正教会 | カトリック教会                                                                                            | 聖公会                              |
| 在俗司祭 （街の教会でサクラメント執行、信徒の指導にあたる）       | 妻帯可 （但し結婚は司祭の一つ手前、輔祭に叙聖される前にしなければならず、従って司祭になってからの結婚は不可）                                                                           | 妻帯不可 （東方典礼カトリック教会の司祭、および聖公会などから改宗した司祭には妻帯が認められる例外がある） | 妻帯可 （司祭となった後でも結婚可） |
| 修道司祭 （修道院でサクラメント執行、修道士・信徒の指導にあたる） | 妻帯不可 （但し妻帯司祭が子の成長後に、配偶者との同意を経て夫婦で修道士・修道女になり、それぞれ修道院に入る場合や、配偶者と死別した者が修道司祭になった場合等、結婚歴はある場合がある） | 妻帯不可                                                                                                  | 妻帯不可                            |

## 関連する概念：「奉仕者」「使役者」
- プロテスタントでは、一般聖徒（信徒）の中で教会の活動をする聖徒（信徒）を奉仕者と言う。一部教会では使役者という用語も使われている。